# Karcze (Mazovie)
Pour les articles homonymes, voir Karcze.
Karcze (prononciation : [ˈkart͡ʂɛ]) est un village polonais de la gmina de Zbuczyn dans le powiat de Siedlce de la voïvodie de Mazovie dans le centre-est de la Pologne.
Il se situe à 4 kilomètres au nord-est de Zbuczyn (siège de la gmina), 17 kilomètres au sud-est de Siedlce (siège de le powiat) et à 103 kilomètres à l'est de Varsovie (capitale de la Pologne).
Le village comptait approximativement une population de 114 habitants en 2010.

## Histoire
De 1975 à 1998, le village appartenait administrativement à la voïvodie de Siedlce.

Depuis 1999, il appartient administrativement à la voïvodie de Mazovie